# فورستنفلد
فورستنفلد (به آلمانی: Fürstenfeld) یک شهر در اتریش است که در هارتبرگ فورستنفلد واقع شده‌است. فورستنفلد ۱۵٫۱۶ کیلومتر مربع مساحت دارد ۲۷۶ متر بالاتر از سطح دریا واقع شده‌است.

## خواهرخوانده
شهر زوگ خواهرخواندهٔ فورستنفلد هست.